# Organobismutchemie
In de strikte betekenis van het woord worden in de organobismutchemie verbindingen bestudeerd waarin een directe binding voorkomt tussen koolstof en bismut. Wordt een iets minder strikte uitleg gebruikt, dan vallen ook organische reacties waarbij bismut een assentiele rol speelt, onder het studiegebied van de organobismutchemie. Bismut is een metaal, zodat de organobismutchemie een subdiscipline is van de organometaalchemie.
Hoewel bismut onder de zware metalen tot de relatief goedkope en vooral minder toxische groep behoort, zijn toepassingen van organobismutverbindingen schaars. Bismut heeft als voornaamste oxidatiegetallen +III en +V, daarmee komt het overeen met de zwaardere leden van groep 15 in het periodiek systeem. De bindingsenergie tussen koolstof en het element wordt lager naarmate het element lager in het periodiek systeem staat: P > As > Sb > Bi. De eerste toepassing van organobismutverbinding in de organische chemie werd in 1934 beschreven door Challenger: de oxidatie van alcoholen door Ph3Bi(OH)2). In de biochemie en de milieuchemie zijn methylbismutverbindingen beschreven, maar de kennis omtrent deze groep verbindingen is klein.

## Organobismut(V)verbindingen
Organobismut(V)verbindingen zijn sterke oxidatoren ten gevolge van een gecombineerd inert paar- en relativistisch effect. Reagentia uit deze groep zijn bijvoorbeeld: Ph3Bi(OOtBu)2, Ph3BiCO3 en (Ph3BiCl)2O. Verbindingen als oximen, thiolen, fenolen en fosfines kunnen met deze stoffen geoxideerd worden. Verbindingen van het type Ph5Bi en Ph3BiCl2 zijn toegepast in het koppelen van arylgroep aan aromatische verbindingen (met verlies van aromaticiteit) en 1,3-dicarbonylverbindingen:
De Bi(V)verbindingen worden gesynthetiseerd via de Bi(III)verbindingen, zoals:
Me3Bi + SOCl2 → Me3BiCl2
Me3BiCl2 + 2 MeLi → Me5Bi
Bi(V)verbindingen vormen makkelijk onium-ionen:
Ph5Bi + BPh3 → Ph4Bi+[BPh4]−
of aat-complexen:
Ph5Bi + PhLi → Li+[Ph6Bi−]
De thermische stabiliteit van organobismutverbindingen kan vrij laag zijn: Me5Bi ontleed explosief bij 20 °C.

## Organobismut(III)chemie
Verbindingen van het type R3Bi ontstaan in de reactie van bismut(III)chloride met organolithiumverbindingen of Grignardreagentia:
{\displaystyle {\ce {BiCl3\ +\ 3RLi\ ->\ R3Bi\ +\ 3LiCl}}}
Eventueel kunnen ook Grignard-reagentia in plaats van de lithium-verbinding worden ingezet.
Organobismut(III)verbindingen worden ook toegepast bij de oxidatie van alcoholen. Bismut(III)jodide wordt als katalysator gebruikt in de Mukaiyama-aldolreactie. Bi(III) wordt toegepast in een barbier-achtige reactie: het koppelen van een allylgroep aan ketonen of aldehyden in aanwezigheid van een reductor als zink of magnesium, waarbij de actieve Bi(0)-katalysator in situ gevormd wordt.
De cyclische verbinding bismool, het bismut-analogon van pyrrool, is heden nog niet bekend, derivaten ervan zijn wel beschreven.

## Salicylaten
Bismutsubsalicylaat wordt voor een groot aantal kwalen als vrij verkrijgbaar medicijn gebruikt. Deze verbinding tot de organobismutchemie rekenen is niet terecht, omdat bismut aan zuurstof gebonden is en niet direct aan koolstof.

## Navigatie
Navigatie Koolstof-elementbinding